# 札幌市交通局710形電車
札幌市交通局710形電車（さっぽろしこうつうきょく710がたでんしゃ）は、札幌市交通局が1968年に導入した札幌市電の路面電車車両である。

## 概要
鉄北線の電化工事の完了に伴い、1968年（昭和43年）に路面ディーゼルカーD1020形の車体と550形・560形の電装品を種車として改造された電車。電車化にあたり、ディーゼル車時代にカットされた側面スカートは復元され、バンパー下部のスリットはそのままであったが、711号のみはバンパー下部のスリットも埋められていた。また、制御器の間接非自動制御化も同時に実施した。

## 製造
1968年8月～9月にかけて711号～713号がD1021号～D1023号の車体と550形559～560号、560形561号の電装品を種車に 泰和車輌で改造された。

## 改造

### 集電装置
改造当初はビューゲルであったが、Z形パンタグラフに交換された。

### ワンマン化
1970年（昭和45年）にワンマン化改造を行った。

### 車体更新
1978年（昭和53年）に713号に車体更新が実施され、車体裾のステンレス製の飾り帯が撤去された。

## 廃車
1973年（昭和48年）4月の一条線部分廃止に伴い、711号・712号が同月に廃車となった。 1987年（昭和62年）7月に713号が8510形に置き換えられ廃車となった。

## 主要諸元
- 全長：13100mm
- 全幅：2230mm
- 全高：3510mm
- 自重：15t
- 定員：90人
- 出力・駆動方式：37.3kW×2・吊り掛け式
- 台車型式：住友金属KS-40系